# David E. Blewitt
David E. Blewitt (* 7. August 1928 in Los Angeles, Kalifornien; † 8. Juli 2010 in Sherman Oaks, Kalifornien) war ein US-amerikanischer Filmeditor.

## Leben
Blewitt begann seine Tätigkeit im Filmgeschäft als Kameramann und Schnittassistent in den Jahren 1963/1964 für die Fernsehserie Hollywood and the Stars. In beiden Funktionen war er bis in die 1970er Jahre hinein vor allem an verschiedenen Dokumentarfilmen beteiligt. 
Für sein Mitwirken Editor als bei der Fernsehdokumentation The Making of a President: 1964 erhielt Blewitt 1966 einen Emmy. 1975 sowie 1978 wurde Blewitt von den American Cinema Editors jeweils mit dem Eddie Award ausgezeichnet. 
Für den Film Das große Finale  erhielt Blewitt 1983 eine Nominierung für den Oscar in der Kategorie Bester Schnitt.
Im Jahr 2005 wurde er mit dem ACE Career Achievement Award geehrt. 
Blewitt verstarb infolge von Komplikationen seiner Erkrankung, der Parkinson-Krankheit. Er war verheiratet und Vater einer Tochter.

## Filmografie (Auswahl)
- 1970: Die Liebesmaschine (The Love Machine)
- 1972: Hammersmith ist raus (Hammersmith Is Out)
- 1972: Schmetterlinge sind frei (Butterflies Are Free)
- 1972: Vierzig Karat (Forty Carats)
- 1974: Das gibt’s nie wieder (That’s Entertainment!)
- 1975: Der einsame Job (Report to the Commissioner)
- 1976: Hollywood, Hollywood! (That's Entertainment, Part II)
- 1978: Die Buddy Holly Story (The Buddy Holly Story)
- 1979: Sechs Männer aus Stahl (Steel)
- 1979: Dreist und gottesfürchtig (In God wie trust)
- 1980: Das große Finale (The Competition)
- 1981: Geheimauftrag Hollywood (Under the Rainbow)
- 1983: Das ausgekochte Schlitzohr III (Smokey and the Bandit Part 3)
- 1983: Die Chaotenclique (D.C. Cab)
- 1983: Fast Forward – Sie kannten nur ein Ziel... (Fast Forward)
- 1984: Ghostbusters – Die Geisterjäger (Ghostbusters)
- 1986: Psycho III
- 1988: Moonwalker